# Cornești (gmina w okręgu Kluż)
Cornești – gmina w Rumunii, w okręgu Kluż. Obejmuje miejscowości Bârlea, Cornești, Igriția, Lujerdiu, Morău, Stoiana, Tiocu de Jos, Tiocu de Sus i Tioltiur. W 2011 roku liczyła 1493 mieszkańców.